# 하연 경재문집 목판
하연 경재문집 목판(河演 敬齋文集 木板)은 대한민국 경상남도 합천군 야로면에 있는, 조선시대 세종조의 문신인 경재 하연(河演,1376∼1453)의 시문집을 새기기 위한 목판이다.
1979년 12월 29일 경상남도의 유형문화재 제171호 경재선생 문집책판으로 지정되었다가, 2018년 12월 20일 현재의 명칭으로 변경되었다.

## 개요
이 목판은 조선시대 세종조의 문신인 경재 하연(河演,1376∼1453)의 시문집을 새기기 위한 책판이다.
하연은 조선 전기의 문신으로, 정몽주의 문인이었다. 1396년 문과에 급제하여 여러 벼슬을 두루 거쳤으며, 대사헌, 형조판서, 좌참찬 등 높은 벼슬을 하였다.
이 책판은 하연의 5대손 하흔이 흩어진 원고를 모아서 광해군 1년(1609)에 합천 해인사에서 목판본으로 간행하였다. 당시에는 이 책판만 따로 간행한 것이 아니라『진양연고』속의 일부분으로 편집하여 간행하였으며,『경재집』은 5권 3책으로 이루어져 있다. 이후 순조 26년(1826)에 하대원 등이 간행, 철종 8년(1857)에 후손 하달해 등이『진양연고』중의 흩어진 시문을 모아 엮어 우록서원에서 다시금 간행하였으며, 1920년에 후손 하술효 등이 밀양에서 목판본으로 중간하였다.

## 참고 문헌
- 하연 경재문집 목판 - 국가유산청 국가유산포털